# C. S. Lakshmi
C. S. Lakshmi, nota con lo pseudonimo letterario di Ambai, (Coimbatore, 1944) è una scrittrice indiana.
Soprattutto autrice femminista, è fautrice di ricerche indipendenti sullo studio delle donne in India.

## Biografia
Lakshmi è nata a Coimbatore, nel Tamil Nadu, nel 1944. È cresciuta a Mumbai e Bangalore. Ha conseguito il Bachelor of Arts presso il Madras Christian College, il MA a Bangalore e il dottorato presso la Jawaharlal Nehru University di Nuova Delhi. La sua tesi riguardava la politica americana nei confronti dei rifugiati in fuga dall'Ungheria a causa della rivoluzione fallita del 1956. Dopo aver completato la sua istruzione, ha lavorato come insegnante di scuola e docente universitaria nel Tamil Nadu. È sposata con Vishnu Mathur, un regista, e vive a Mumbai.

### Carriera letteraria
Nel 1962, Lakshmi pubblicò il suo primo libro, Nandimalai Charalilae - scritto quando era ancora un'adolescente. La sua prima opera di narrativa seria è stata invece il romanzo in tamil Andhi Maalai, uscito nel 1966. Ha ricevuto il premio "Kalaimagal Narayanaswamy Aiyar" e il plauso della critica con il racconto Siragukal muriyum (1967), pubblicato sulla rivista letteraria Kanaiyazhi. Esso è stato successivamente inserito nella raccolta di racconti con lo stesso nome edita nel 1976. Lo stesso anno è stata assegnata a Lakshmi una borsa di studio di due anni per studiare da scrittrici tamil. Il lavoro di ricerca è stato pubblicato con il titolo The Face behind the mask (Advent Books) nel 1984. Nel 1988 è stata pubblicata la seconda raccolta di racconti in tamil, Veetin mulaiyil oru samaiyalarai, che ha stabilito la reputazione dell'autrice quale importante scrittrice di racconti. Il suo lavoro è caratterizzato dalla trattazione del tema del femminismo, dall'attenzione per i dettagli e dal senso dell'ironia. Alcuni dei suoi lavori – come A Purple Sea (1992) e In A Forest, A Deer (2006) – sono stati tradotti in inglese da Lakshmi Holmström. Nel 2006 ha vinto (insieme a Holmström) il Vodafone Crossword Book Award (nella categoria "traduzione di narrativa in lingua indiana") per In a Forest, A Deer. Per i suoi contributi alla letteratura tamil, ha ricevuto nel 2008 l'Iyal Virudhu (Premio alla carriera) assegnato dal Tamil Literary Garden con sede in Canada.

## Opere

### Libri in inglese
- The Face behind the mask : Women in Tamil literature, Stosius Inc/Advent Books Division (1984)
- A Purple Sea (tradotto da Lakshmi Holmstorm), Affiliated East-West Press (1992)
- Body blows: women, violence, and survival : three plays, Seagull Books (2000)
- Seven seas & seven mountains : Volume 1 : The Singer and the Song — Conversations with Women Musicians, Kali for Women (2000)
- Seven seas & seven mountains : Volume 2 : Mirrors and Gestures – Conversations with Women Dancers, Kali for Women (2003)
- (ed.) The Unhurried City – Writings on Chennai, Kali for Women (2003)
- In A Forest, A Deer: Stories By Ambai (tradotto da Lakshmi Holmstorm), Katha (2006)
- A Meeting on the Andheri Overbridge: Sudha Gupta Investigates, Juggernaut (2016)

### Libri in tamil
- Nandimalai Charalilae (1962)
- Andhi Malai (1967)
- Sirakukal muriyum, Kalachuvadu (1976)
- Veetin mulaiyil oru camaiyalarai, cre-A (1988)
- Ambai : Kalacchuvadu Nerkanalgal, Kalachuvadu (1998)
- Kaatil Oru Maan, Kalachuvadu (2000)
- Varrum eriyin meengal, Kalachuvadu (2007)

| Controllo di autorità | VIAF (EN) 19603500 · ISNI (EN) 0000 0001 0876 0483 · Europeana agent/base/119014 · LCCN (EN) nr2001007241 · GND (DE) 129817791 · BNE (ES) XX5184215 (data) · BNF (FR) cb16613493w (data) · J9U (EN, HE) 987007459386305171 |